# Гамерський Володимир Олександрович
Володимир Олександрович Гамерський (нар. 8 жовтня 1890, м. Тарнобжеґ, нині Польща — 21 липня 1945, табір Штрасгоф, Австрія) — український галицький лікар, доктор медицини[джерело?], громадський діяч. Сотник УГА, симпатик ОУН. Небіж педагога-музикантки Софії Ілевич. Член Українського лікарського товариства.

## Життєпис
Народився 8 жовтня 1890 року в місті Тарнобжеґ, нині Польща. Син Олександра Гамерського та його дружини Анни з Ілевичів (донька пароха Мшаної о. Івана Ілевича) Гамерських. Мати якийсь час жила у Ряшеві. Після смерті батька мати з тіткою переїхали до Самбора.
Закінчив Віденський університет за матеріальної підтримки тітки Софії. Під час І-ї світової служив у армії Австро-Угорщини старшиною-медиком. Після розпаду Австро-Угорщини служив лікарем (четар) у лавах 10-ї бригади УГА, за велику відданість та посвяту 1 серпня 1919 р. став сотником УГА.
Після І-ї світової став повітовим лікарем у Бучачі. Незважаючи на те, що був держслужбовцем, належав до українських товариств, постійно надавав кошти філіям товариств «Рідна школа», Інвалідів, Охорони Воєнних могил, Шкільної помочі та інших. Постійно надавав кошти Боєвому фонду ОУН; після потрапляння «архіву Сеника» до рук поліції мав дисциплінарне стягнення. Власним авто, незважаючи на загрозу втрати роботи та кримінального переслідування, перевозив поранених бойовиків ОУН до Народної лічниці у Львові. Публічно ніколи з проявами патріотизму не виступав.
Викладав гігієну в жіночій вчительській семінарії у Бучачі 1924 року.
Після пацифікації для підтримання діяльності Бучацького Повітового Союзу Кооператив (ПСК) вклав 10000 злотих (разом із братом-пенсіонером Павлом, який вклав 6 000 злотих), що врятувало Бучацьку філію ПСК від банкрутства.
Арештований більшовиками після анексії Західної України.
Після виїзду на Захід, ймовірно, був важко поранений у Відні. Помер у таборі для переміщених осіб Штрасгоф (за спогадами Володимира Воронюка, в таборі через погані умови перебування померли багато бучачан).

### Сім'я
Дружина — Ксенія, діти:
- Ева (нар. 20.3.1931, Бучач), з 1949 у США, вчитель хімії, надала для видання книги «Бучач і Бучаччина» з чоловіком 50$
- Богдан (нар. 12.3.1933, Бучач), з 1949(?) у США, надав для видання книги «Бучач і Бучаччина» 50$[6]